# Le Malzieu-Forain
Le Malzieu-Forain (okzitanisch: Lo Malasiu Foran) ist eine südfranzösische Gemeinde mit 491 Einwohnern (Stand: 1. Januar 2022) im Département Lozère in der Region Okzitanien. Die Gemeinde gehört zum Arrondissement Mende und zum Saint-Alban-sur-Limagnole. Die Einwohner werden Malziolains genannt.

## Lage
Le Malzieu-Forain liegt im Gebiet der Causse de Sauveterre im südlichen Zentralmassiv in den Cevennen in der historischen Landschaft des Gevaudan. Umgeben wird Le Malzieu-Forain von den Nachbargemeinden Saint-Privat-du-Fau und Paulhac-en-Margeride im Norden, Saugues im Nordosten, Grèzes im Osten und Nordosten, Chanaleilles im Osten, Lajo im Süden und Südosten, Saint-Alban-sur-Limagnole im Süden, Prunières im Südwesten, Le Malzieu-Ville im Westen sowie Saint-Léger-du-Malzieu im Nordwesten.

## Bevölkerungsentwicklung
| Jahr                       | 1962 | 1968 | 1975 | 1982 | 1990 | 1999 | 2006 | 2018 |
| Einwohner                  | 597  | 533  | 477  | 379  | 354  | 357  | 436  | 484  |
| Quellen: Cassini und INSEE |      |      |      |      |      |      |      |      |

## Sehenswürdigkeiten
- Reste der früheren Burg mit dem Turm Les Ducs
- Kapelle von La Gardelle aus dem 18. Jahrhundert

## Persönlichkeiten
- Augustin Trébuchon (1878–1918), Soldat, letzter Toter des Ersten Weltkrieges
- Léon Soulier (1924–2016), Bischof von Limoges